# Darksiders

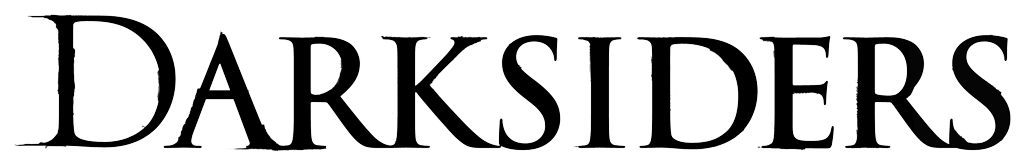

Darksiders, originariamente conosciuto col sottotitolo Wrath of War, è un videogioco d'avventura dinamica sviluppato da Vigil Games e pubblicato da THQ. È uscito negli Stati Uniti per PlayStation 3 e Xbox 360 il 5 gennaio 2010 e in Europa l'8 gennaio dello stesso anno. La versione per Microsoft Windows è uscita il 23 settembre 2010. Il gioco trae ispirazione dall'Apocalisse e dalla battaglia dell'Armageddon descritta nel Libro della Rivelazione. Il giocatore impersona il ruolo di Guerra, uno dei quattro Cavalieri dell'Apocalisse.
Il 22 novembre 2016 è uscito su PlayStation 4 e Xbox One Darksiders: Warmastered Edition, versione remasterizzata del gioco a 1080p e 60 fps.
Il sequel è Darksiders II, cronologicamente parallelo al primo, nel quale il giocatore impersona Morte, fratello di Guerra, che intraprende una missione personale per dimostrarne l'innocenza.

## Trama
Il gioco inizia con una premessa, spiegando che per preservare l'equilibrio tra Paradiso e Inferno, l'Arso Consiglio inviò i Cavalieri dell'Apocalisse, suoi guerrieri scelti, a intervenire per forzare una tregua tra i due regni, da secoli immemorabili in perenne scontro. Dal caos generato dagli scontri nacquero gli umani e il Consiglio prevedette che nel giorno dell'Apocalisse, l'uomo sarebbe stato il principale fattore di battaglia e pertanto quest'ultima avrebbe avuto luogo quando i Sette Sigilli, simbolo della tregua, sarebbero stati infranti.
Lo scenario si sposta ai giorni nostri, mentre armate di angeli e demoni si precipitano sulla Terra, distruggendo tutto quel che trovano sul loro cammino. Nel mezzo del caos, il cavaliere Guerra viene invocato sulla Terra, ma al suo confronto con Abaddon, generale della Guardia degli Inferi (una legione del Paradiso), il cavaliere scopre che i suoi altri tre fratelli non sono giunti e che il Sigillo non è ancora stato spezzato. Durante il combattimento appare Straga, uno degli Eletti del Distruttore che, emerso dal sottosuolo, uccide Abaddon, confrontandosi poi con Guerra, che essendo però troppo debole viene sconfitto. Soccorso e portato al Consiglio, Guerra viene accusato di aver scatenato sulla Terra un'Apocalisse prematura, in quanto tutti i Sette Sigilli sono intatti. In base a ciò, il Consiglio lo condanna a morte, ma Guerra reclama un'altra possibilità per poter ristabilire il proprio onore, chiedendo di essere rimandato sulla Terra per indagare sulle cause reali di tale sfacelo e ripristinare l'ordine. Il Consiglio acconsente, ma alla sola condizione che sia supervisionato da uno dei suoi custodi, la Sentinella, che ha il potere di uccidere Guerra qualora egli tenti di aggirare la sua missione.
Al suo ritorno sulla Terra, Guerra si accorge che è passato un secolo dalla sua ultima venuta: il pianeta si è ormai ridotto a una moltitudine di lande scoscese, gli umani sono morti o divenuti zombie, e le armate dell'Inferno, guidate dal Distruttore, hanno vinto il conflitto e conquistato la Terra. Poco dopo, incontra il demone reietto Vulgrim il quale, in cambio di alcune anime, gli rivela che il Distruttore si nasconde in una torre, il Trono Nero, e che l'unico che potrebbe riuscire a farlo entrare è il demone Samael, recluso a causa della sua immensa potenza. Sconfitto il suo carceriere, Samael gli spiega che il Trono è sorvegliato da quattro demoni scelti, gli Eletti, e che in cambio dei loro cuori avrebbe aiutato Guerra ad accedere alla struttura. Guerra asseconda la sua richiesta e si reca nei luoghi in cui risiedono i guardiani: abbatte la Regina pipistrello Tiamat, per poi dirigersi presso la dimora del Creatore Ulthane per farsi dare indizi su come trovare il secondo eletto, l'Affranta. Ulthane si dimostra in principio restio, ma dopo una battaglia contro gli angeli guidati da Uriel, il rapporto tra i due migliora e gli rivela l'ubicazione del demone. 
Sconfitta l'Affranta, Guerra si reca nel deserto a cercare lo Stygian e qui ritrova il suo cavallo, Rovina, costretto a essere la cavalcatura di un demone cavaliere. Dopo aver recuperato Rovina, Guerra riesce a sconfiggere anche lo Stygian. Infine, si dirige alla Volta di Ferro per trovare la Regina ragno Silitha, che instilla in lui il dubbio che Samael possa tradirlo, in quanto gli Eletti furono scelti per intrappolare nei loro cuori il suo potere e non per proteggere il Trono Nero; tuttavia, il cavaliere tiene fede alla sua parola e gli garantisce l'accesso alla torre. 
Qui, Guerra incontra Azrael, l'Angelo della Morte, tenuto prigioniero da anni. Dopo averlo liberato, l'angelo confessa della sua cospirazione con Abaddon nell'anticipazione dell'Apocalisse. Abaddon si era reso conto di quanto corrotto fosse l'universo e, poiché il Consiglio non agiva in proposito, decise di farsi giustizia da solo. Il piano consisteva nello spezzare i sigilli tranne il settimo, perché avrebbe evocato i Cavalieri, cosicché l'Inferno inviasse tutti i suoi comandanti in un solo luogo per stabilire i termini della battaglia, e lì gli angeli avrebbero giustiziato gli oscuri, prima che iniziasse la guerra vera e propria. I sigilli sarebbero stati riforgiati in seguito da Ulthane, cosicché il Consiglio avrebbe pensato ad una trasgressione degli oscuri. Tuttavia, una volta spezzati i sigilli, gli angeli persero la battaglia in quanto i demoni, venuti in qualche modo a conoscenza del loro piano, avevano agito di conseguenza. Sentito ciò, Guerra reputa la sua missione terminata e il suo debito con il Consiglio saldato. Ma la Sentinella non è d'accordo e, con i suoi poteri, lo costringe a restare sulla Terra, dicendogli che bisogna ancora ristabilire l'equilibrio eliminando i colpevoli, ovvero Abaddon e Azrael. Guerra, tuttavia, libera l'angelo e affronta l'ultimo degli Eletti, Straga, divenuto il guardiano del Trono Nero nonché parte di esso, cosicché, con la sua sconfitta, la torre del Distruttore crolla. 
Dopodiché, viene condotto da Azrael in quello che rimane del Giardino dell'Eden. Qui, l'angelo dice a Guerra che, dopo la caduta del regno degli uomini, era riuscito a salvare almeno l'Albero della Conoscenza; in questo modo, avrebbe potuto rivelargli come sconfiggere il Distruttore. Superata la prova per accedere all'Albero sconfiggendo il suo lato oscuro, Guerra lo raggiunge e ha una sorta di visione premonitrice: Abaddon venne salvato da Straga dall'artefice che aveva avvertito sia i demoni che l'Arso Consiglio, la quale gli fece notare che, avendo trasgredito alle leggi divine, sarebbe stato giudicato colpevole dal Consiglio e condannato, ma avrebbe potuto evitarlo diventando egli stesso il signore dei demoni: stroncato dalla verità e dal peso delle sue azioni, Abaddon si trasforma nel Distruttore e, raggiunto il Settimo Sigillo, ne diventa il guardiano. La visione mostra successivamente che Uriel guiderà la Guardia degli Inferi contro di lui, ma verrà sconfitta. Guerra apprende, inoltre, che la propria imputazione è stata orchestrata dal Consiglio stesso: il Consiglio, pur sapendo quello che Abaddon aveva precedentemente pianificato e poi attuato, ma non avendo nessuna prova per dimostrarlo, dovette pensare a una soluzione. Non potevano mandare tutti e quattro i cavalieri, in quanto senza prove non c'è giustizia, ossia, non sarebbe stato un processo regolare, quindi decisero di mandare solo uno dei quattro. Per fermare i due fronti inviarono Guerra, potendolo accusare di aver deliberatamente iniziato la battaglia finale senza che i Sette Sigilli fossero spezzati, segnando così la fine dell'uomo e la vittoria dei demoni e, fingendo di avergli dato una seconda possibilità, fanno sì che scopra e uccida i veri responsabili dell'Apocalisse, riportando l'ordine. La visione mostra, infine, a Guerra che la Sentinella lo tradirà e che sarà colpito alle spalle da una spada.
Guerra si risveglia e si ritrova col manico della spada che ha visto, quindi torna da Azrael e dalla Sentinella riferendo della sua scoperta, ma omettendo la parte sul Consiglio e sulla Sentinella. Azrael rivela a Guerra che la spada da lui vista nella visione era la Lama dell'Armageddon, la stessa che è stata usata per spezzare i sigilli e l'unica arma in grado di uccidere il Distruttore. Tuttavia, anche Abaddon era entrato nell'Eden e, vedendo la propria disfatta per mano di Guerra grazie alla lama, ha ordinato di distruggerla in otto frammenti e di nasconderli nel Regno d'Ombra, in modo tale da impedire al cavaliere di contrastarlo. L'unico modo per ripristinare la lama consiste nel recuperarne i pezzi e portarli ad Ulthane, colui che l'ha forgiata. 
Guerra si scontra una seconda volta con Uriel, sconfiggendola. La Sentinella incita il Cavaliere a ucciderla, tuttavia Guerra non asseconda la richiesta dell'entità, ma promette all'angelo che la sua morte sarebbe giunta quando lei l'avrebbe deciso; inoltre, le rivela la verità che ha visto nell'Eden su Abaddon. Recuperati tutti i frammenti, Guerra li riporta ad Ulthane, che riforgia la lama. Nel frattempo, Uriel e la Guardia degli Inferi attaccano il Distruttore come predetto, ma falliscono. Guerra si confronta quindi con il signore oscuro, che gli offre la possibilità di unirsi a lui, ma il cavaliere rifiuta e, dopo un furente scontro, lo uccide. Ritrovato il Sigillo, Guerra viene fermato dalla Sentinella, la quale prende il sigillo per sé in quanto, se l'avesse distrutto, Guerra non sarebbe più stato legato al Consiglio. Tuttavia, poco prima che l'entità possa ucciderlo, Uriel prende la Lama dell'Armageddon e trafigge Guerra alle spalle. Dopodiché l'angelo si getta verso la Sentinella e lo colpisce nella mano in cui egli impugna il Settimo Sigillo. L'impatto rompe il Sigillo e la Sentinella perde il braccio, ma nonostante ciò l'empia entità scaraventa a terra Uriel e inizia a ricomporre il sacro manufatto. Tuttavia, a causa della rottura del Settimo Sigillo, Guerra ritorna in vita, finalmente libero dal controllo esercitato finora su di lui. Il Cavaliere si vendica tutti i soprusi subiti e uccide la Sentinella. Riappacificatasi con Guerra, Uriel gli fa notare che adesso tutti gli daranno la caccia e domanda al cavaliere se combatterà questa situazione da solo. Guerra afferma di no: poco dopo quell'istante, infatti, tre comete precipitano sulla Terra, segnalando l'arrivo degli altri cavalieri.

## Personaggi
Guerra: Cavaliere del Destriero Rosso, Guerra (nell'originale War) è il protagonista del gioco. Spinto dal riscattare la propria reputazione e sottrarsi al destino a lui ingiustamente assegnato, è deciso a ristabilire l'equilibrio sconfiggendo il Distruttore. Dal temperamento imparziale, fermo nel suo dovere, qualsiasi esso sia, dimostra tuttavia un certo senso dell'onore; il suo viaggio, infatti, è iniziato soprattutto perché Guerra non sopporta di essere stato definito traditore dal Consiglio e cerca il modo di ripulire il suo nome, tentando anche di evitare scontri contro coloro che non sono implicati direttamente nella congiura. Guerriero forte e devastante, perderà tutti i suoi poteri durante l'Apocalisse, ma riacquisterà una potenza superiore a prima grazie ai poteri e alle armi ottenute durante l'avventura.
(Guerra)
La Sentinella: spirito abietto e calcolatore, con una personalità alquanto sadica, la Sentinella (the Watcher) è un'entità che viene affiancata a Guerra dall'Arso Consiglio per tenerlo sotto controllo durante la sua investigazione. Non esita a schernire il Cavaliere e ad abusare del suo potere per assoggettarlo ai suoi capricci. Durante il viaggio, darà a Guerra suggerimenti e consigli su come proseguire il suo cammino. Dopo la sconfitta del Distruttore, ruberà il Settimo Sigillo a Guerra per evitare che si sottragga al potere del Consiglio, ma gli viene restituito da Uriel, permettendo a Guerra di uccidere il suo meschino controllore dopo le tante umiliazioni subite.
(La Sentinella a Guerra, davanti alla prima orda di nemici)
Vulgrim: demone reietto, che scorrazza sulla Terra come mercante. Durante il corso della storia, sarà possibile andare ad acquistare da lui oggetti e combo in cambio di anime (di cui si nutre) o antichi artefatti, oppure usare i suoi negozi come portali per i Varchi Serpentini, passaggi extradimensionali che permettono di muoversi velocemente nel mondo.
(Vulgrim a Guerra)
Samael: Samael è un potente demone incarcerato e privato dei suoi poteri, perché ritenuto una minaccia al pari dello stesso Principe delle Tenebre. Il suo potere, dice lui, è stato spartito tra i demoni Eletti del Distruttore, e chiede a Guerra di recuperarli, in cambio di un accesso al Trono Nero. Nonostante nel corso del viaggio in Guerra sorga il sospetto che Samael lo tradisca una volta recuperati i poteri, il demone si dimostra leale, rispettando il desiderio di vendetta del Cavaliere, aprendogli un portale per il Trono Nero, con la promessa che in futuro si rincontreranno. In Darksiders Genesis viene rivelato che tempo addietro, Lucifero offrì potere a ogni demone padrone, di un girone dell'inferno, rendendoli molto più forti rispetto a prima. Samael avendo dei sospetti è stato l'unico ad avere rifiutato la sua offerta. Samael adora le storie che hanno un lieto fine.
(Samael a Guerra)
Uriel: campionessa della Città Bianca e capo della Guardia degli Inferi, Uriel è un angelo dalle sembianze femminili che combatté durante l'Apocalisse al fianco del suo signore Abaddon, a cui era legata da fedeltà e amore, e che vide precipitare davanti ai suoi occhi. Ritenendo responsabile Guerra per questo, l'angelo spende tutte le sue energie per cercare e giustiziare il cavaliere, con cui si confronta più volte, tanto da stringere contro lui il Nex Sacramentum, un giuramento di morte che implica che uno dei due sfidanti debba uccidere l'altro. Resta scioccata nello scoprire da Guerra che Abaddon è il Distruttore e di avere tradito il paradiso. Uriel non lo perdonerà per quello che ha fatto, assistendo alla sua morte per mano di Guerra, dichirando che è ciò che un traditore si merita. La Sentinella blocca infine Guerra e cerca di recuperare il Settimo Sigillo, rivelando che l'Arso Consiglio, ha manipolato il cavaliere e che non avevano intenzione di liberarlo. Uriel a malincuore, impugna la spada dell'Armageddon e trafigge Guerra, unico modo per liberarlo dalla Sentinella. Nel far questo anche il Settimo Sigillo però, viene spezzato e Guerra ritorna così in vita. Uriel decreta che tutti i debiti col cavaliere, sono stati pagati, ma in futuro, per la posizione che Uriel copre, si sarebbero potuti scontrare di nuovo. Nel romanzo si viene a sapere che Uriel e Guerra si conobbero per la prima volta millenni prima, quando questi assaltò la città bianca, su ordine del Consiglio per distruggere una bomba che minacciava l'equilibrio. Uriel a quel tempo ancora un'apprendista, non potè fare nulla contro Guerra. Questi tutta via, ammirando la determinazione di Uriel, si limitò a tramortirla, aspettando la sua crescita nei prossimi secoli, per poter fare un vero duello contro di lei.
(Uriel a Guerra)
Ulthane: solitario e irascibile, Ulthane è un Antico, soprannominato il Martello Nero, un essere quasi invulnerabile, che vive in una fucina ai margini di una città umana distrutta. Dopo diverse incomprensioni con Guerra, il gigante si offrirà di aiutarlo nel suo viaggio, costruendogli una pistola a proiettili infiniti, la Misericordia. In seguito, il Cavaliere scoprirà che Ulthane aveva lavorato assieme ad Azrael ed Abaddon, creando per loro la Lama dell'Armageddon, necessaria ad infrangere i Sigilli e, scoprendo ciò che aveva causato, si è nascosto agli occhi di tutti per non essere perseguitato. Guerra avrà bisogno del suo aiuto per riforgiare la spada, necessaria per sconfiggere Abaddon. In Darksiders 3 si scopre che Ulthane, cento anni prima, quando Guerra era ancora imprigionato, ha aiutato Furia e Conflitto per salvare il resto dell'umanità, rimasto sulla terra, costruendo un portale trasferendoli in un posto sicuro. Conscio che molti nemici segreti miravano a sterminare gli umani chiese a Furia di proteggerli andando insieme a loro nel luogo dove si nasconderanno. Furia prima di congedarsi chiese a Ulthane, di aiutare Guerra se lo avesse incontrato in futuro. 
(Ulthane a Guerra)
Azrael: Azrael è l'Angelo della Morte, un antico angelo pieno di saggezza e conoscenza, il cui compito è sorvegliare alcuni dei luoghi più importanti della creazione, come il Pozzo delle anime e le rovine dell'Eden. Si unisce alla congiura di Abaddon credendo che, in questo modo, avrebbero creato un mondo perfetto e, con la complicità di Ulthane, rompe i Sigilli con la Lama dell'Armageddon. Dopo l'Apocalisse, tuttavia, viene fatto prigioniero da Abaddon nelle sembianze del Distruttore e rinchiuso all'interno del Trono Nero. Verrà liberato da Guerra il quale, nonostante le sue azioni, lo aiuterà contro il Distruttore.
L'Arso Consiglio: l'Arso Consiglio (The Charred Council) è una cerchia di potenti entità neutrali, che ordinano le leggi dell'Inferno e del Paradiso. Sono loro che invocano i cavalieri quando lo reputano opportuno. Dopo il fallimento della missione di Guerra, il Consiglio deciderà di dargli una seconda possibilità per cercare le ragioni che hanno scatenato l'Apocalisse. In realtà, lo stesso Arso Consiglio è stato responsabile dell'iniziale venuta di Guerra, inviato sulla Terra per essere usato come capro espiatorio dell'inefficienza del Consiglio nel fermare la furia di Abaddon.
K il malvagio: K è un non-morto dotato di un'insolita intelligenza e carisma, vestito come un gentiluomo inglese, che può essere trovato in alcuni luoghi segreti. È generalmente molto educato nei confronti delle persone che incontra, trattandole come amici e colleghi, anche durante i combattimenti.
(K)

## Nemici

### L'Esercito del Paradiso
L'esercito di angeli che veglia sul Paradiso, composto da enormi e bellissimi angeli in armatura. È suddiviso in:
- Angeli: combattono con una lancia caricata a scosse. Guerra può ucciderli tagliando loro le ali e trafiggendoli.
- Arcangeli: angeli più grossi, armati di spada e scudo.
- Redenzione: angelo armato di un mitra omonimo che spara sfere elettriche. Guerra lo può uccidere sbattendolo a terra per poi fracassargli il petto a pugni e rubargli l'arma.

Gli angeli possono usare come cavalcatura i grifoni (chiamati Bestie Angeliche), che anche Guerra potrà usare (per esempio, per raggiungere la Cattedrale del Crepuscolo) ed usufruire delle loro sfere energetiche.

### L'Esercito dell'Inferno
L'esercito che veglia sull'Inferno e sul Trono Nero, composto da demoni di moltissimi tipi:
- Soldati: soldati non-morti con il volto scheletrico, armati di spada. Guerra li può uccidere facendoli a pezzi con un pugno.
- Soldati demone: soldati violacei armati di piccone. Si può amputare loro le gambe, per poi tagliarli in due. Ne esiste una variante marrone.
- Caduti: demoni quadrupedi armati di lunghi artigli. Ne esiste è una variante nera, più veloce, e una beige, che sputa sfere infuocate. Una volta indeboliti, è possibile decapitarli. Si chiamano così perché un tempo erano angeli, ma l'oscurità ne ha corrotto l'indole e li ha mutati in una forma animalesca.
- Demoni drago: demoni bluastri simili a draghi con pugni infuocati.
- Draghi: esseri quadrupedi che attaccano con artigli e corna, se ne incontrano diversi volanti durante l'Apocalisse e il viaggio sul grifone.
- Spargiombra: simili ai naga della mitologia hindu, sono dotati di quattro braccia e possono levitare a pochi metri dal terreno. Usano la magia. Si incontrano le prime volte al Passo dell'Annegato.
- Portatore di peste: esseri non-morti molto alti e con una protuberanza dietro al collo simile a una gobba. Possono rilasciare un'essenza tossica di colore verde. Compaiono la prima volta nelle catacombe della Cattedrale del Crepuscolo.
- Spettri: spettri femminei armati di spada, molto forti e veloci. Sembrano una versione potenziata delle Furie.
- Kamikaze: esseri antropomorfi coperti di squame e con la testa infuocata, attaccano con pugni per poi farsi esplodere.
- Pipistrelli: grossi pipistrelli che sputano sfere di fuoco. Si possono uccidere afferrandoli, per poi infilzarli. Ne esistono due varianti: una normale e una infuocata.
- Insetti: Locuste verdi raggruppate in grandi sciami, usano il pungiglione sulla coda e si possono spezzare in due. Ve ne è una variante blu.
- Vermoni: vermi quasi identici allo Stygian, solo più piccoli. Non si possono combattere, ma solo evitare, altrimenti divoreranno Guerra. Una volta recuperato Rovina, si potranno sconfiggere sparandogli in bocca con la Misericordia.
- Larve dei vermi: Vermi più piccoli e giallastri che si affrontano durante la lotta con lo Stygian.
- Ragni: ragni di piccole dimensioni. Si possono uccidere calpestandoli.
  - Ragni potenti: ragni più resistenti e grossi. Sono corazzati e bisogna privarli del carapace per ucciderli.
- Angeli oscuri: angeli che hanno abbandonato il Paradiso. Simili agli angeli normali, ma con una corazza nera, un color verde pallido e attaccano con una doppia spada. Si trovano nelle Lande Cineree e sono molto pericolosi.
  - Dimenticati: angeli corrotti dal potere del Distruttore, simili agli Angeli oscuri, ma di colore rosso e armati di mazza. Si trovano nel Trono Nero.
- Furie: demoni scheletrici femminili, armate di due lame e capaci di levitare a pochi centimetri da terra. Sono fra i nemici più insidiosi.
- Cavalieri oscuri: cavalieri armati di spada in sella ad un destriero simile ad uno cavallo zombie proveniente dallo stesso mondo da cui vengono i cavalli dei cavalieri, si trovano solo nelle Lande Cineree.
- Campione demone: più rari dei soldati demone, sono più forti e leggermente più grossi. Ce ne sono solo di marroni.
- Cavalieri di cristallo: grossi demoni umanoidi armati di ascia e coperti da una corazza di cristallo. Bisogna rompere la corazza, per poi colpirli. È possibile ucciderli tagliando loro braccia e testa con la loro ascia.
  - Generale di cristallo: versione più grossa e forte del Cavaliere di cristallo, ve ne è solo uno nelle Lande Cineree. Conviene colpirlo con il Fucile di frattura o con la Forma caotica.
- Demoni barbarici: demoni piuttosto grossi coperti da un'armatura coriacea, attaccano con delle asce o evocando soldati demone di supporto. Se ne possono trovare armati di Fucile di frattura, un cannone simile a Redenzione.
- Trauma: demoni imponenti e dotati di fattezze bestiali, sono probabilmente i nemici più pericolosi assieme ai Caduti. Sono soliti indossare due guanti, dotati di due grossi artigli ossei per mano.

### L'orda degli zombie
Tutti gli esseri umani sono morti durante l'Apocalisse(O almeno così si crede) e parte di essi sono stati riportati in vita come zombie dalle energie demoniache. Sono molto deboli da soli, ma piuttosto pericolosi in gruppi numerosi oppure quando sono aiutati da nemici più forti. Sono una delle tante varietà di non morti che infestano la Citta Devastata e sono usati dai demoni come carne da cannone nello loro guerra contro gli angeli.
Possono essere facilmente eliminati con l'utilizzo della mossa speciale di Guerra, che eliminerà lo zombie catturato dallo stesso guerra dopo una rapida animazione.

## Boss
- Straga: Straga è il più potente degli Eletti. Questo demone enorme era già stato affrontato da Guerra durante l'Apocalisse, dove il cavaliere era riuscito a cavargli un occhio e stava per ucciderlo quando, di colpo, si era ritrovato senza poteri ed era stato sconfitto dal demone. Ora, Straga è il custode del Pozzo delle anime nel Trono Nero, e solo con l'aiuto di Azrael Guerra riuscirà a raggiungerlo e ad avere la sua vendetta. Durante l'Apocalisse, attacca con pugni di fuoco o lancia auto contro Guerra. Nel Trono Nero, ha a disposizione un martello da guerra, sul quale è presente un portale per il Sentiero Astrale, che verrà sfruttato da Guerra per colpirlo nel suo punto debole.

(Guerra e Straga)
- Generale Fantasma: il Generale Fantasma è un demone che è stato posto dal Distruttore come carceriere di Samael. Quando incontra Guerra si fa beffe di lui, spiegandogli che si trova da solo contro l'intero esercito del Distruttore, ma ciò non scoraggia il cavaliere, che lo elimina con la sua stessa arma. Combatte con un'enorme ascia o richiamando squadriglie di demoni.

(Il Generale Fantasma e Guerra.)
- Il Carceriere: il massiccio busto del Carceriere è formato dai resti di innumerevoli cadaveri. Da questo sudario di carne putrefatta pendono delle gabbie in cui restano intrappolate le anime di coloro che ha ucciso. Queste anime possono essere evocate sotto forma di corpi in decomposizione al servizio del Carceriere. Mentre l'orda di non-morti accerchia la preda, il suo padrone schiaccia la vittima sotto la sua gabbia. Guerra deve colpire tre punti luminosi sulla sua spalla sinistra per poi, dopo un duro combattimento, togliere dal corpo il vero demone.

- Tiamat: detta anche la Regina Pipistrello, Tiamat è uno dei cinque Eletti del Distruttore, ed uno dei quattro a possedere l'energia di Samael. Sovrana della Cattedrale del Crepuscolo, tenterà di arrivare ad un accordo con Guerra, tuttavia egli, interessato solo all'equilibrio, la sconfiggerà. Vola in cerchio intorno ad un'arena, sputando sfere di fuoco. Guerra deve colpirla con la Lama Incrociata per farla schiantare al suolo. Nella seconda parte dello scontro, attaccherà con gli artigli, caricherà o si alzerà in volo, per poi schiantarsi al suolo.

(Tiamat a Guerra)
- L'Affranta: seconda degli Eletti, l'Affranta è un essere insettoide che vive negli acquitrini ad ovest, in un'area della metropolitana conosciuta come la Cavità. Guerra la incontrerà più volte, facendola fuggire, ma mai riuscendo a ferirla realmente. Solo nella sua tana, armato del Guanto Sismico, il Cavaliere riuscirà ad avere la meglio sull'Eletta e a strapparle brutalmente il cuore. Attacca sparando un raggio laser dalla bocca. Nel primo scontro, Guerra dovrà colpirla con Redenzione. Più avanti, la si affronterà di nuovo e potrà anche far cadere stalattiti o evocare sciami di Insetti. Guerra dovrà stordirla lanciandole contro un treno, per poi colpire con il Guanto Sismico il suo petto. Il cavaliere la ucciderà schiacciandole la testa con il treno.

- Gladiatore Abissale: un cavaliere demoniaco a capo dei demoni nelle Lande Cineree che ha preso il controllo di Rovina. Guerra, dopo averlo stordito con la Misericordia, lo ucciderà, riprendendo il suo destriero.

(Il Gladiatore Abissale e Guerra.)
- Stygian: questo Eletto è un Verme delle Sabbie, il più forte e violento della sua razza, tanto che i demoni stessi lo hanno imprigionato, divertendosi a stuzzicarlo. Una volta recuperato Rovina, Guerra giungerà dallo Stygian in tempo per vedere la sua liberazione e, dopo un lungo scontro a cavallo, lo ucciderà, facendosi ingoiare e squarciandolo dall'interno. Attacca fuoriuscendo dal suolo per divorare Guerra o evocando altri vermi.

- Ragno Gigante: è un grosso ragno coperto di cristallo azzurro, attaccherà con cariche frontali o generando onde d'urto. Guerra deve lanciargli contro i bozzoli di ragnatela; infatti, il ragno si metterà a mangiarli e Guerra dovrà allora rompere il cristallo azzurro, per poi colpire la parte vulnerabile.

- Silitha: penultima degli Eletti, l'astuta Silitha è un ragno-mantide che vive nei meandri della Volta di Ferro, il suo covo di ragnatele, circondata dai suoi fedeli figli. Silitha, secondo Samael, si divertirebbe ad intrappolare coloro che si avventurano nella sua tana, ascoltandone i lamenti. Questo fa di lei un individuo particolarmente informato. Quando Guerra giungerà lì, Silitha tenterà di dissuaderlo dal suo compito, in quanto Samael alla fine avrebbe potuto sbarazzarsi facilmente di lui. Ma Guerra, per nulla impressionato, ingaggerà un combattimento contro l'aracnide, uscendone vincitore. È in grado di teletrasportarsi di qua e di là, cadendo a terra per provocare onde d'urto. È molto veloce e attaccherà anche con scariche elettriche.

(Silitha a Guerra)
- Guerra Oscuro: una copia oscura di Guerra, creata dalla Maschera dell'Ombra, per permettere a Guerra di arrivare all'Albero della Conoscenza. Combatte come Guerra, ma possiede l'Armatura degli Abissi[3] e ha la Forma Caotica infinita.

- Abaddon: generale delle armate del Paradiso, Abaddon fu visto per l'ultima volta da Guerra quando Straga emerse dal suolo e lo sconfisse. Venne dato per morto, ma in seguito si scoprì che è divenuto il Distruttore e che non ha spezzato il Settimo Sigillo (vegliando lui stesso su di esso) per non far intervenire i quattro cavalieri, iniziando l'Apocalisse in anticipo e senza di loro. Cercherà di portare Guerra dalla sua parte, ma il rifiuto del cavaliere accenderà uno scontro furente. Alla fine, Guerra gli strapperà le ali, per poi trafiggerlo con la Lama dell'Armageddon. Come Distruttore, appare come un drago rosso che caricherà contro Guerra, il quale deve usare Rovina per ferirlo alle zampe e colpirlo con la Lama dell'Armageddon, e può anche volare, per poi schiantarsi al suolo. Guerra lo ferirà poi alla schiena e i due cadranno in una stanza sotterranea, dove il drago ridiventerà Abaddon, in una forma oscura delle sue fattezze angeliche, che combatte con una katana e utilizza una delle combo di Guerra (Arpione di spada).

(Abaddon a Guerra, citazione dal Paradiso perduto di John Milton)
(Guerra riferendosi ad Abaddon)

## Abilità ed Equipaggiamento
Il gioco è, essenzialmente, un misto fra azione e avventura: il giocatore, che impersona Guerra, ha libertà di spazio e combatte contro angeli e demoni utilizzando un ampio arsenale di armi moderne e mitiche.

### Armi
Guerra ha a disposizione diverse armi principali che può usare nel corso della sua avventura. Non sono tutte disponibili da subito, ma devono essere sbloccate man mano che si proseguirà nel viaggio sulla Terra.
- Divoracaos: la leggendaria spada di Guerra. Questa lunga e possente lama è indistruttibile ed è tra le spade più letali e meglio forgiate di tutto il creato, temuta sia dagli angeli che dai demoni che hanno affrontato Guerra. Divoracaos è una spada letale e possente contro tutte le minacce incontrate e, se potenziata al massimo, annienterà quasi tutti i nemici in pochi colpi. Ha a disposizione moltissime combo diverse ed è abbinabile con qualsiasi bonus d'arma trovato nel gioco; inoltre, ha quattro diversi livelli di esperienza che, nel corso del gioco, ne aumenteranno il potere distruttivo. Divoracaos ha un sistema automatico che attira le anime dei nemici caduti per poi nutrirsene e dare energia a Guerra. Verso la fine del gioco, sarà sostituita dalla Lama dell'Armageddon.
- Falce: questa potentissima falce della morte è un'arma pesante, che infligge moltissimi danni ed è utile per riuscire a respingere più nemici contemporaneamente. Tuttavia, è più lenta e meno potente di Divoracaos, ma ha una portata di attacco maggiore. La Falce è un'arma in vendita al negozio di Vulgrim, sbloccabile quasi fin dall'inizio.
- Guanto Sismico: sia strumento che arma, il Guanto Sismico è dotato di una grande potenza distruttiva, che gli permette di abbattere facilmente singoli bersagli, nonché generare scosse telluriche capaci di abbattere più nemici e frantumare le barriere di cristallo azzurro che spesso bloccheranno il passaggio a Guerra. Si ottiene nelle Cavità.
- Lama dell'Armageddon: arma con le stesse combo di Divoracaos, verso la fine del gioco bisognerà recuperarne i frammenti, sparsi per tutti i luoghi terreni visitati da Guerra.

### Oggetti e armi secondarie
- Volo dell'Oscurità: questo potere angelico viene conferito dal demone Samael all'inizio dell'avventura di Guerra, e permette di planare mantenendosi in aria per brevi periodi dopo avere eseguito salti o essere saliti su speciali correnti d'aria. Sarà indispensabile per raggiungere la Cattedrale del Crepuscolo.
- Evocatore della Terra: un corno fornito da Vulgrim, col suo suono è in grado di stordire i nemici catapultandoli a terra ed è l'unico strumento capace di risvegliare gli Antichi Cancelli addormentati in tutto il mondo. Si ottiene nelle Intersezioni, all'inizio dell'avventura.
- Lama Incrociata: questa lama rotante è capace di colpire più bersagli selezionati a distanza, permettendo di attaccare nemici lontani. Se caricata, aumenta la sua potenza di fuoco. Inoltre, si possono agganciare più bersagli per causare maggiori danni. Indispensabile nello scontro con Tiamat, ma anche per superare determinati enigmi, come quando è necessario attivare più interruttori contemporaneamente o innescare bombe per sbloccare certi passaggi. Si ottiene nelle catacombe della Cattedrale del Crepuscolo.
- Misericordia: pistola che sfrutta le anime dei morti come proiettili, realizzata da Ulthane. Le munizioni totali sono infinite, ma tra un caricatore e l'altro è previsto un cooldown di qualche secondo. Non molto potente, è utilissima negli scontri a cavallo, in particolare nelle battaglie contro i vermi. Il danno e il rateo si possono aumentare. Si ottiene al Guado dell'Incudine.
- Catena degli Abissi: un grosso e resistente rampino, che permette di agganciarsi ai sostegni sospesi in aria. Può essere usata in combattimento per avvicinare un nemico (o avvicinarsi ad esso). Indispensabile nello scontro con Silitha e per muoversi agilmente in molti scenari. Si ottiene nella Volta di Ferro.
- Sentiero Astrale: un arcano strumento, capace di creare due portali teletrasportanti collegati fra loro su delle apposite vetrate. Di certo, uno degli strumenti più cervellotici dell'intero gioco, verrà usato prevalentemente nelle sfide del Trono Nero. Indispensabile nello scontro con Straga, si ottiene nel Trono Nero.
- Maschera d'Ombra: uno strumento che permette di acquisire la Vista dell'Ombra (potere già conferito in diverse missioni dagli Antichi Cancelli, ma solo per poco tempo), che permette di vedere e usare oggetti invisibili nel mondo della luce, come scrigni o addirittura ponti. Guerra la userà per trovare i frammenti della Lama dell'Armageddon. Si ottiene nell'Eden.

### Poteri dell'Ira
I poteri dell'Ira sono particolari abilità sfruttabili da Guerra, grazie all'energia proveniente dalle anime gialle.
- Getto di Lame: produce un getto di lame dal terreno, ferendo più avversari.
- Pelledipietra: indurisce la pelle di Guerra, rendendolo più resistente e aumentando il danno dei suoi colpi.
- Immolazione: avvolge Guerra in una barriera di fuoco che ferisce i nemici.
- Tormento: uno stormo di anime dannate insegue e danneggia i nemici. Di tutte le abilità dell'Ira, questa è la più dispendiosa, ma anche la più potente.
- Forma Caotica: non è un'abilità legata ai poteri dell'Ira, ma è un potere innato che consuma una barra a sé stante e che permette a Guerra di assumere le sembianze di un enorme demone draconico infuocato armato di spada.

### Armi comuni
- Redenzione: un cannone angelico che spara sfere elettriche. Può sparare in continuazione o caricare un colpo molto più potente. Si strappa ad un angelo durante la gara con Ulthane e se ne trova un altro nel primo scontro con l'Affranta.
- Fucile di frattura: un cannone demoniaco. Spara schegge infuocate che Guerra può far esplodere quando vuole; si trova solo nelle Lande Cineree. Le spine del fucile permettono di usare l'arma anche nei combattimenti corpo a corpo.

## Doppiaggio
| Personaggio    | Doppiatore originale | Doppiatore italiano       |
| -------------- | -------------------- | ------------------------- |
| Guerra         | Liam O'Brien         | Dario Oppido              |
| La Sentinella  | Mark Hamill          | Ivo De Palma              |
| Vulgrim        | Phil LaMarr          | Marco Pagani              |
| Samael         | Vernon Wells         | Tony Fuochi               |
| Uriel          | Moon Bloodgood       | Elisabetta Cesone         |
| Azrael         | Keith Szarabajka     | Oliviero Corbetta         |
| Ulthane        | J.B. Blanc           | Alberto Olivero           |
| Abaddon        | Troy Baker           | Cesare Rasini             |
| Arso Consiglio | Fred Tatasciore      | Pietro Ubaldi Tony Fuochi |

## Serie
- Darksiders II (2012)
- Darksiders III (2018)
- Darksiders Genesis (2019), prequel.
- Darksiders 4 (202?), attualmente in sviluppo da Gunfire Games, non pubblicato.[4]

## Accoglienza
La rivista Play Generation lo classificò come il quinto migliore titolo d'avventura del 2010.